# Харрисон, Сьюзи Фрэнсис
Сьюзи Фрэнсис Харрисон (урождённая Райли, она же Серанус) (24 февраля 1859 — 5 мая 1935) — канадская поэтесса, прозаик, музыкальный критик и композитор, жившая и работавшая в Оттаве и Торонто.

## Биография
Сьюзи Фрэнсис Райли родилась в Торонто в семье ирландско-канадского происхождения, дочери Джона Байрона Райли. Она училась музыке у Фредерика Босковица в частной школе для девочек в Торонто, а затем в Монреале. Она начала публиковать стихи в канадских иллюстрированных новостях в 16 лет под псевдонимом «Медуза». После окончания учёбы она работала пианисткой и певицей. В 1880 году вышла замуж за органиста Джона У. Ф. Харрисона из Бристоля, Англия, который был органистом церкви Святого Георгия в Монреале. У супругов родились сын и дочь.
Харрисоны жили в Оттаве в 1883 году, когда Сьюзи Харрисон сочинила песню «Приветственное обращение к лорду Лансдауну», чтобы отпраздновать первое публичное появление нового генерал-губернатора, Маркиза Лансдауна.
В 1887 году Гаррисоны переехали в Торонто, где Джон Харрисон стал органистом и хормейстером церкви Святого Апостола Симона, а Сьюзен Харрисон начала литературную карьеру под псевдонимом «Серанус» (неправильное прочтение её подписи «С. Фрэнсис»), вскоре опубликовав статьи во многих ведущих журналах и периодических изданиях.
Она написала ряд песен, опубликованных в Соединённых Штатах и Англии под именем Серанус, и опубликовала другие песни в Англии под именем Гилберт Кинг.
Была музыкальным критиком недели с декабря 1886 по июнь 1887 года под псевдонимом Серанус. Написала «Исторический очерк о канадской музыке» для журнала «Канада: энциклопедия страны» за 1898 год.
Сьюзен Харрисон считалась авторитетом в области народной музыки и часто читала лекции на эту тему. Она использовала традиционные ирландские мелодии в своем струнном квартете на старинных ирландских арах, а также франко-канадскую музыку в своих «Trois Esquisses canadiennes» 1887 года (три канадских этюда), «Ноктюрне» и «Chant du voyageur». Она также включила франко-канадские мелодии в свою трехактную оперу «Пипандор» (на либретто Ф. А. Диксона из Оттавы).
Её струнный квартет на старинных ирландских мелодиях, вероятно, является первым струнным квартетом, сочиненным в Канаде женщиной.
В 1896 и 1897 годах она представила серию хорошо принятых лекций в Торонто на тему «Музыка Французской Канады».
В течение 20 лет Харрисон была директором Роуздейлского филиала консерватории Торонто, в течение 1900-х годов она внесла свой вклад и редактировала издание консерватории Conservatory Monthly. Сьюзи написала статью о Канаде для имперской истории и энциклопедии музыки 1909 года .
Кроме того, она написала по меньшей мере шесть книг стихов и три романа.

## Творчество

### Поэзия
Музыкальная подготовка Харрисон отражена в её поэзии: «она была искусна в обращении с ритмическими сложностями поэтических форм, таких как Сонет и Вилланель. Как и другие канадские поэты конца девятнадцатого века, она писала о природе, любови и патриотизме. Её пейзажная поэзия, богато вдохновленная работами Чарльза Г. Д. Робертса и Арчибальда Лампмана, рисует канадскую пустыню как соблазнительно красивую, но в то же время таинственную и далекую.»
Харрисон поклонницей вилланели. Вилланель — это французская стихотворная форма, которая была представлена английским читателям Эдмундом Госсе в его эссе 1877 года .

### Романы
Её два романа «выражают увлечение сильно мифологизированной культурой Квебека, которую Харрисон разделяла со многими англоязычными канадцами своего времени … характеризуется готическим акцентом на ужас, безумие, аристократические сеньориальные особняки и декадентский католицизм. Харрисон элегически пишет о режиме, романтические качества которого в значительной степени являются результатом стремления верхушки Канады к самобытной исторической идентичности.»

## Публикации

### Избранные песни
- Приветственная песня.
- Пипандор. опера
- Trois Esquisses canadiennes: Dialogue, 'Nocturne, Chant du voyageur. 1887.
- Квартет на старинную ирландскую музыку[2].

### Поэзия
- Четыре баллады и пьеса. Торонто: Автор, 1890[3].
- Сосна, роза и Флер де Лис. Торонто: Харт, 1891.
- В северных небесах и других стихах. Торонто: Автор, 1912.
- Песни Любви и Труда. Торонто: Автор, 1925.
- Более поздние стихи и новые Вильянеллы. Торонто: Райерсон, 1928.
- Пенелопа и другие стихи. Торонто: Автор, 1934.

### Проза
- Теснились и другие эскизы. Оттава: Вечерний Журнал, 1886.
- Лес Бург-Мари, Роман. Toronto: G. N. Morang, 1898.
- Рингфилд, Роман. Лондон: Hodder & Stoughton, 1914.

### Отредактировано
- Канадская Книга О Дне Рождения. Торонто: Робинсон, 1887. поэтическая антология.

### Статьи
- «Исторический очерк музыки в Канаде», Канада: энциклопедия страны, том 4, J. C. Hopkins ed. Торонто, 1898.
- «Canada», The Imperial History and Encyclopedia of Music, vol.3: History of Foreign Music, W. L. Hubbard ed., Нью-Йорк, Калифорния, 1909 год.

## Дискография
Фортепианная музыка Харрисон была записана и издана на носителях, в том числе:
- Кейллор, Элейн. Канадская Леди фортепианная музыка 1841—1997 Карлтон саунд
- Кейллор, Элейн. Фортепианная музыка Торонтонцев (1984)[4]